# Steelville
Steelville är administrativ huvudort i Crawford County i Missouri. Orten grundades år 1835 och fick sitt namn efter grundaren James Steel.